# Червона Воля (Підкарпатське воєводство)
Червона Воля (пол. Czerwona Wola) — розташоване на Закерзонні село в Польщі, у гміні Сенява Переворського повіту Підкарпатського воєводства.  Знаходиться на відстані 8 км на  південний схід від Сіняви.
Населення — 511 осіб (2011).
Площа села — 1442 гектари.

## Назва
Спочатку село носило назву Воля Монастирська.

## Історія
У 1831 р. Червона Воля належала до парохії Монастир Ярославського деканату Перемишльської єпархії, при церкві діяла парохіяльна школа, причому в селі було 246 парафіян.
На початку XX ст. з села виокремився присілок Черче.
На 01.01.1939 в селі проживало 1940 мешканців, з них 1130 українців, 790 поляків, 20 євреїв. Село належало до ґміни Сенява Ярославського повіту Львівського воєводства. Греко-католики мали у своєму розпорядженні змуровану в 1920 р. богослужбову каплицю Покрови Пресвятої Богородиці та належали до парафії Монастир Сінявського деканату Перемишльської єпархії.
У середині вересня 1939 року німці окупували село, однак вже 28 вересня 1939 року мусіли відступити, оскільки за пактом Ріббентропа-Молотова правобережжя Сяну належало до радянської зони впливу. 27.11.1939 постановою Верховної Ради УРСР село у складі правобережної частини Ярославського повіту в ході утворення Львівської області включене до Любачівського повіту, а 17 січня 1940 року включене до Синявського району. В червні 1941, з початком Радянсько-німецької війни, село знову було окуповане німцями. В липні 1944 року радянські війська оволоділи селом, а в жовтні 1944 року правобережжя Сяну зі складу Львівської області передано Польщі.
У 1945-46 роках з села було переселено 19 українських сімей (60 осіб). Переселенці опинилися в населених пунктах Станіславської та Львівської областей. Решту українців у 1947 р. під час операції «Вісла» депортовано на понімецькі землі.
У 1975-1998 роках село належало до Перемишльського воєводства.

## Демографія
Демографічна структура станом на 31 березня 2011 року:
|          | Загалом | Допрацездатний вік | Працездатний вік | Постпрацездатний вік |
| -------- | ------- | ------------------ | ---------------- | -------------------- |
| Чоловіки | 253     | 63                 | 162              | 28                   |
| Жінки    | 258     | 68                 | 141              | 49                   |
| Разом    | 511     | 131                | 303              | 77                   |